# Pischelsdorf am Kulm
Pischelsdorf am Kulm è un comune austriaco di 3 632 abitanti nel distretto di Weiz, in Stiria; ha lo status di comune mercato (Marktgemeinde). È stato creato il 1º gennaio 2015 dalla fusione dei precedenti comuni di Kulm bei Weiz, Pischelsdorf in der Steiermark e Reichendorf; capoluogo comunale è Pischelsdorf in der Steiermark.